# Дикий табун
«Дикий табун» — український художній пригодницький фільм 2003 року, знятий на студії «Злагода» кіностудії імені Олександра Довженка за мотивами роману письменника Віктора Веретенникова.

## Сюжет
В руки молодої столичної журналістки Купави, що розслідує причини раптової трагічної загибелі під копитами дикого табуна свого колеги-фотокореспондента Володимира, потрапляє компромат на вище керівництво країни. В результаті цього вона потрапляє в епіцентр брудної гри, затіяної «першим міністром». За наказом високопоставленого чиновника на журналістку починається справжнє полювання...

## У ролях
- Володимир Гостюхін -  Макарич, єгер заповідника
- Єгор Бероєв -  Дмитро
- Євгенія Михайлова -  Купава, журналістка
- Андрій Мельников -  Володимир Гривцов, фотокореспондент
- Петро Бенюк
- Олексій Вертинський -  "Лапа"
- Юлія Волчкова
- Ярослав Гуревич,
- Сергій Федоренко
- Ніна Касторф,
- Ігор Мещерінов -  зек «Слон»
- В'ячеслав Бурлачко -  Бацула, міліціонер
- Костянтин Косинський -  епізод
- Яків Ткаченко

## Творча група
- Сценарист: Віктор Веретенников
- Режисер: Валерий Рожко
- Оператор: